# Neko
Neko is een historisch Duits merk van motorfietsen.
De bedrijfsnaam was: Ostdeutsche Motorradwerke, Ing. Otto Nekolla, Breslau.
Neko bouwde van 1924 tot 1927 eencilinder motorfietsen met 346- en 490cc-kop- en zijklepmotoren van JAP.
Volgens andere bronnen was Neko een Hongaars merk dat van 1921 tot 1928 bestond en 250- en 350 cc Blackburne-motoren inbouwde. Bovendien zou er verwarring kunnen ontstaan met Neco uit Bratislava, dat echter in Slowakije ligt.